# Kollányi Ferenc
Kollányi Ferenc (de Paula) Zsigmond  (Szentpéter, 1863. április 29. – Budapest, 1933. május 1.) római katolikus pap, egyháztörténész, könyvtáros, levéltáros, a Magyar Tudományos Akadémia rendes tagja. A magyarországi római katolikus egyház és egyházjog középkori történetének kiemelkedő kutatója volt.

## Életútja
Szentpéterben (ma Komáromszentpéter) született 1863. április 29-én Kollányi Károly jegyző és Irrip Cecília gyermekeként. Születése másnapján Filser Flórián helyi plébános részesítette a keresztségben. Középiskoláit Komáromban és Esztergomban végezte, majd teológiai tanulmányokat folytatott Nagyszombatban. 1885-ben szentelték pappá és nevezték ki rimóci segédlelkésszé. 1887 után Ipolyságon, 1888-tól Esztergom-Vízivárosban, 1890-től Esztergom-Belvárosban töltötte be a segédlelkészi hivatalt, 1902-ben jáki javadalmas apát, 1907-ben pedig pápai prelátus lett. Ezzel párhuzamosan, 1893 és 1906 között a Magyar Nemzeti Múzeum Országos Széchényi Könyvtárában dolgozott előbb őrként, majd 1902-től igazgatóőrként. 1906-ban a hiteleshelyek levéltárainak országos főfelügyelőjévé nevezték ki, s e posztot öt éven keresztül töltötte be. 1911-ben nagyváradi kanonok lett, s bár ugyanabban az évben a Magyar Nemzeti Múzeum tiszteletbeli osztályigazgatójává is kinevezték, valójában a tudományos kutatómunkával felhagyott, s élete hátralévő részében a nagyváradi káptalan gazdasági ügyeivel foglalkozott. Kalocsán lett végső nyugalomra helyezve.
Testvére Kollányi Ödön (1874-1957) tanár, kalocsai polgári iskolai igazgató, szerkesztő.

## Munkássága
Tudományos érdeklődése elsősorban a magyarországi római katolikus egyház és egyházjog középkori múltjára irányult. Egyebek mellett behatóan foglalkozott az esztergomi érsekség történetével, az esztergomi kanonokok archontológiájával, a ferences rend históriájával. Legjelentősebbek azonban egyházjog-történeti tanulmányai, így például a kegyuraság, az egyházi pénzverési jog, az egyházi adó történeti alakulására vonatkozó vizsgálatai voltak. Dolgozatai alapjául kiterjedt forrásfeltáró munkát végzett bel- és külföldön egyaránt, 1893-ban és 1897-ben például a római Magyar Történeti Intézet felkérésére Rómában, Parmában, Firenzében és Milánóban végzett levéltári és könyvtári kutatásokat.
Nevéhez fűződik egyes fővárosi közgyűjtemények és tudományos intézmények, köztük az Országos Széchényi Könyvtár 19. századi történetének kutatása is. 1902–1911 között a Magyar Könyvszemle szerkesztője volt.

## Társasági tagságai és elismerései
1903-ban a Magyar Tudományos Akadémia levelező, 1924-ben rendes tagjává választották. Emellett 1916-tól rendes tagja volt a Szent István Akadémiának, ahol 1926-tól haláláig a II. (történet-, állam- és jogtudományi) osztály munkáját elnökölte, 1924 és 1933 között pedig a római Magyar Történeti Intézet tudományos bizottságának tagja volt.

## Főbb művei
- Az esztergomi érsekség pizetumjoga. Budapest, 1889
- A m. kath. alsó papság végrendelkezési joga, ennek története, jelenlegi állapota és a hagyatékok körül követendő eljárás. Esztergom, 1890
- Római levelek. Esztergom, 1893
- A magyar kath. főpapság végrendelkezési jogának története. Budapest, Szent István Társulat, 1896, 300 p.
- Az olasz állami könyvtárak. Budapest, 1898
- Magyar Ferenc-rendiek a XVI. század első felében. Budapest, 1898
- Esztergomi kanonokok 1100–1900. Esztergom, 1900
- Visitatio capituli E. M. Strigoniensis A. 1397. Esztergom, 1901
- A veszprémi püspökök királyné-koronázási jogának története. Budapest, 1901
- Regesták a római és a pármai levéltárakból. Budapest, 1905
- A Magyar Nemzeti Múzeum Széchényi Országos Könyvtára 1802–1902 I.: A könyvtár megalapításától gróf Széchényi Ferencz haláláig. Budapest, Országos Széchényi Könyvtár, 1905, 488 p. Online
- A magyar kegyúri jog hazánkban a középkorban. Budapest, 1906
- A párbér jogi természetéhez. Budapest, 1908
- Az Akadémia és a Nemzeti Múzeum. Budapest, 1910
- Emlékbeszéd Knauz Nándor fölött. Budapest, 1911
- Egyháztörténelmi emlékek a magyarországi hitújítás korából IV–V. Szerk. Karácsonyi János, Kollányi Ferenc, Lukcsics József. Budapest, Szent István Társulat, 1909–1912, 657 + 687 p.
- Bibliotheca Corvina. Budapest, 1927 (többekkel)

## További irodalom
- Dőry Ferenc: Kollányi Ferenc. in: Századok, 1933
- Zelliger Alajos: Egyházi írók csarnoka. Esztergom főegyházmegyei papság irodalmi munkássága. Nagyszombat, 1893. (elektronikus elérhetőség)
- Szinnyei József: Magyar írók élete és munkái I–XIV. Budapest: Hornyánszky. 1891–1914.